# 中甸叶须鱼
中甸叶须鱼（学名：Ptychobarbus chungtienensis）为輻鰭魚綱鯉形目鲤科叶须鱼属的鱼类，是中国的特有物种。分布于碧塔海、纳帕海及小中甸等。该物种的模式产地在中甸。
其种加词“chungtienensis”意为“中甸（云南省迪庆藏族自治州香格里拉市）的”。